# Xピュータ
Xピュータ (英:Xputer)はコンピュータ科学者のライナー・ハルテンシュタインによって提案された、再構成可能コンピュータ向けの設計である。ハルテンシュタインは、構成ウェア(config-ware)、フローウェア(flow-ware)、モーフウェア(morph-ware)、「アンチマシン(anti-machine)」を含む、設計におけるさまざまな革新を説明するためにさまざまな用語を使用している。
Xピュータは、従来のノイマン型コンピュータ・アーキテクチャから、粗粒度の「ソフト算術論理ユニット (ALU)」アーキテクチャへの移行を表す。並列処理は、KressArrayに似たALUの2次元配列で編成された、再構成可能データパス・アレイ (rDPA: reconfigurable DataPath Arrays) として知られる構成可能な要素によって実現される。

## アーキテクチャ
Xピュータのアーキテクチャはデータストリーム・ベースであり、かつ命令ベースのフォン・ノイマン・コンピュータ・アーキテクチャに相当する。
Xピュータのアーキテクチャは、最初の粗粒度再構成可能アーキテクチャの1つであり、ALUの2次元アレイ (rDPU) として編成された再構成可能データパス・アレイ (rDPA) から構成される。Xピュータの最初のバージョンでは、ALU間のバス幅は32ビットであった。
ALU (rDPUとしても知られる) は、単一の数学演算(加算、減算、乗算など)を計算するために使用され、かつ純粋にルーティング用に使用することもできる。
ALUは3種類の接続を介してメッシュ接続されており、かつこれらの接続に沿ったデータ・フローはアドレス生成ユニットによって管理される。
- 最近傍 (隣接するALU間の接続)
- 行/列 バック・バス(back-buses)
- グローバル・バス (さらなるALU間のインターコネクト(相互接続)用の単一グローバル・バス)

Xピュータ用のプログラムはC言語で記述され、かつ著者によって書かれたCoDeXコンパイラを使用してXピュータで使用できるようにコンパイルされる。CoDeXコンパイラは、Cプログラムの適切な部分をXピュータのrDPAファブリックにマップする。プログラムの残りの部分はパーソナルコンピュータなどの、ホスト・システム上で実行される。

## rDPA
再構成可能データパス・アレイ (rDPA:reconfigurable DataPath Array) は、再構成可能データ・パス・ユニットとプログラマブル・インターコネクトを含む半導体デバイスであり、1993年にカイザースラウテルン大学のライナー・クレスによって初めて提案された。
シングル・ビットのコンフィギュラブル・ロジック・ブロック (CLB) を備えたFPGA (フィールド・プログラマブル・ゲート・アレイ) の代わりに、rDPAは複数のビット幅 (たとえば、32ビットのパス幅) の再構成可能データパス・ユニット (rDPU) を備える。
各rDPUは個別の機能を実行するように構成できる。これらのrDPUとインターコネクトは、rDPAが複雑な計算が必要であれば何でも実行できるようにするため、製造プロセス後に顧客/設計者によってプログラムすることができる(したがって、「再構成可能」という用語が使用される)。rDPUは複数ビット幅 (たとえば、32ビット) であるため、細粒度の再構成可能と呼ばれる、シングル・ビット幅のコンフィギュラブル・ロジック・ブロックを備えたFPGAとは対照的に – 粗粒度の再構成可能性について我々は話す。
rDPAは、「構成ウェア(config-ware)」ソースコードから構造的にプログラムされ、rDPAにマッピングされるパイプ・ネットワークにコンパイルされる。rDPAは命令ストリーム駆動ではなく、実行時に命令フェッチを行わない。rDPUはプログラム・カウンタを備えない。